# هانغيندغليتشيرورن
هانغيندغليتشيرورن (بالإنجليزية: Hangendgletscherhorn)‏ هو أحد جبال سلسلة جبال الألب البرنية وجزء من القمة الأم فينستيرارون يقع في كانتون برن، سويسرا. يبلغ ارتفاع الجبل حوالي 3292 متر، بينما يبلغ ارتفاع نتوء الجبل 237 متر، وقد سجل أول وصول لقمة الجبل عام 1788.